# یوتوکو میاگی
یوتوکو میاگی (انگلیسی: Yotoku Miyagi; ۱۰ فوریهٔ ۱۹۰۳ – ۲ اوت ۱۹۴۳) مارکسیسم هنرمند استان اوکیناوا عضو حزب کمونیست ایالات متحده آمریکا و عضو حلقه جاسوسی ریشارت زورگه اهل ژاپن بود.
وی همچنین برندهٔ جوایزی همچون نشان جنگ میهنی شده‌است.